# Route I/62 (Slovaquie)
Pour les articles homonymes, voir I62 et Route 62.
La I/62 (en slovaque : cesta I. triedy 62) est une route slovaque de première catégorie reliant Senec à Šoporňa. Elle mesure 37,3 km.

## Tracé
- Région de Bratislava
  - Senec
- Région de Trnava
  - Sládkovičovo
  - Veľká Mača
  - Sereď
  - Šintava
  - Šoporňa